# E18 (Sverige)
E18 är svensk stamväg som ingår i Europaväg 18. E18 är en viktig väg både nationellt och internationellt då den förbinder Oslo med Stockholm och vidare till hamnen i Kapellskär i Roslagen. Vägen har varierande standard; kring städer och på vissa sträckor på landsbygden är det bitvis motorväg, och i övrigt landsväg och motortrafikled.

## Sträckning
Norska gränsen–Årjäng-Grums–Karlstad-Kristinehamn–Karlskoga–Örebro–Arboga–Köping–Västerås–Enköping–Stockholm–Norrtälje–Kapellskär

### Anslutande vägar
E18 möter följande vägar i Sverige:

- Länsväg 172
- Länsväg 175
- E45
- Riksväg 61
- Riksväg 62
- Riksväg 63
- Länsväg 236
- Länsväg 240
- Riksväg 26
- Länsväg 237
- Länsväg 243
- Länsväg 204
- E20
- Riksväg 50
- Länsväg 249
- Länsväg 250
- Riksväg 56
- Riksväg 53
- Riksväg 66
- Riksväg 55
- Riksväg 70
- Länsväg 263
- Länsväg 267
- Länsväg 275
- Länsväg 279
- E4
- Länsväg 262
- Länsväg 274
- Länsväg 265
- Länsväg 276
- Länsväg 268
- Länsväg 280
- Riksväg 77
- Riksväg 76

### Tätorter
E18 passerar genom ett antal tätorter i Sverige. Vägen går genom Töcksfors, Årjäng, Grums, Karlstad (Skattkärr, Väse), Kristinehamn (Ölme), Karlskoga (Linnebäck, Villingsberg), Örebro, Västerås, Enköping, Bålsta, Jakobsberg, Stockholm, Täby och Norrtälje. Oftast är hastighetsgränsen 70 eller 90 km/h genom dem.

### Alternativa vägar
Den finns en genväg som är snabbare och kortare än E18 mellan två platser längs vägen. Det gäller förbi Stockholm, där det finns en genväg genom Sollentuna som är 10 km kortare och utgörs av länsväg 267 och länsväg 265.
Mellan Stockholms innerstad (som inte ligger vid E18) och Arboga kan man åka E20 istället, vilket är cirka 10 km kortare. Mellan Danderyd (vid E18) och Arboga är E18 kortare och snabbare. E18 rekommenderas även för den som ska till platser i norra Stockholm såsom Frihamnen (färjeterminaler), Valhallavägen och Lidingö.
I övrigt E18 är den snabbaste och bästa vägen för att åka mellan två valfria platser längs E18 i Sverige.

## Vägstandard och vägmiljö
E18 är landsväg mellan norska gränsen och Björkås väster om Karlstad, undantagen är 2+2/2+1-sträckan riksgränsen–Töcksfors och motorvägssträckan förbi Segmon. Från Björkås väster om Karlstad till Norrtälje är E18 sedan 2014 helt mötesseparerad. Detta genom en kombination av motorvägar, motortrafikleder samt 2+2/2+1-vägar. Från Björkås och vidare genom Karlstad och till Skattkärr är det motorväg. Från Skattkärr till Väse, samt på ett avsnitt vid Kristinehamn är E18 motortrafikled och genom Karlskoga är det fyrfilig väg med trafikljus. Mellan Lekhyttan (mellan Örebro och Karlskoga) och Norrtälje är det motorväg större delen av sträckan, undantaget är en 2 km kort sträcka i Örebro mellan trafikplats Adolfsberg och trafikplats Berglunda som är motortrafikled samt sträckan Köping–Västjädra. De sträckor som inte är motorväg mellan Örebro och Norrtälje är istället motortrafikleder.

## Planer
Målet på lång sikt är bygga motorväg eller så kallad högklassig fyrfältsväg Segmon–Norrtälje och 2+1-väg i övrigt. Med nuvarande utbyggnadstakt kommer det att ta många år. Samtliga nybyggen ska ha denna standard.[källa behövs] På några håll byggs mitträcke i befintlig väg vilket inte räknas som nybygge. När samtliga sträckor med vanlig landsväg är ombyggda kommer E18 att ha en standard som varierar mycket med längre motorvägar som avlöses av bitar med motortrafikled, vilka kommer att vara kvar i många år (andra byggen prioriteras vanligen).[källa behövs] Motortrafikledsträckorna byggdes före 1990 då det var målstandard längs större delen av vägen.
Trafikverket och regeringen har tidsbestämda planer till år 2021. Följande objekt finns definierade:

### Norska gränsen–Karlstad
Från norska gränsen till Töcksfors är det en 2+1-väg. Denna väg byggdes på 2000-talet och trafikeras av många norska shoppingbesökare.
Mellan Björkås väster om Karlstad och in till Karlstad, cirka 8 km, blev E18 ombyggd till vad som nästan ses som en motorväg, byggstart hösten 2015 med trafiköppning juni 2017, men eftersom den vägen saknar parallellväg, vilken bitvis togs bort, skyltas den bara som huvudled och kallas av Trafikverket för "Fyrfältsväg".

### Karlstad–Örebro

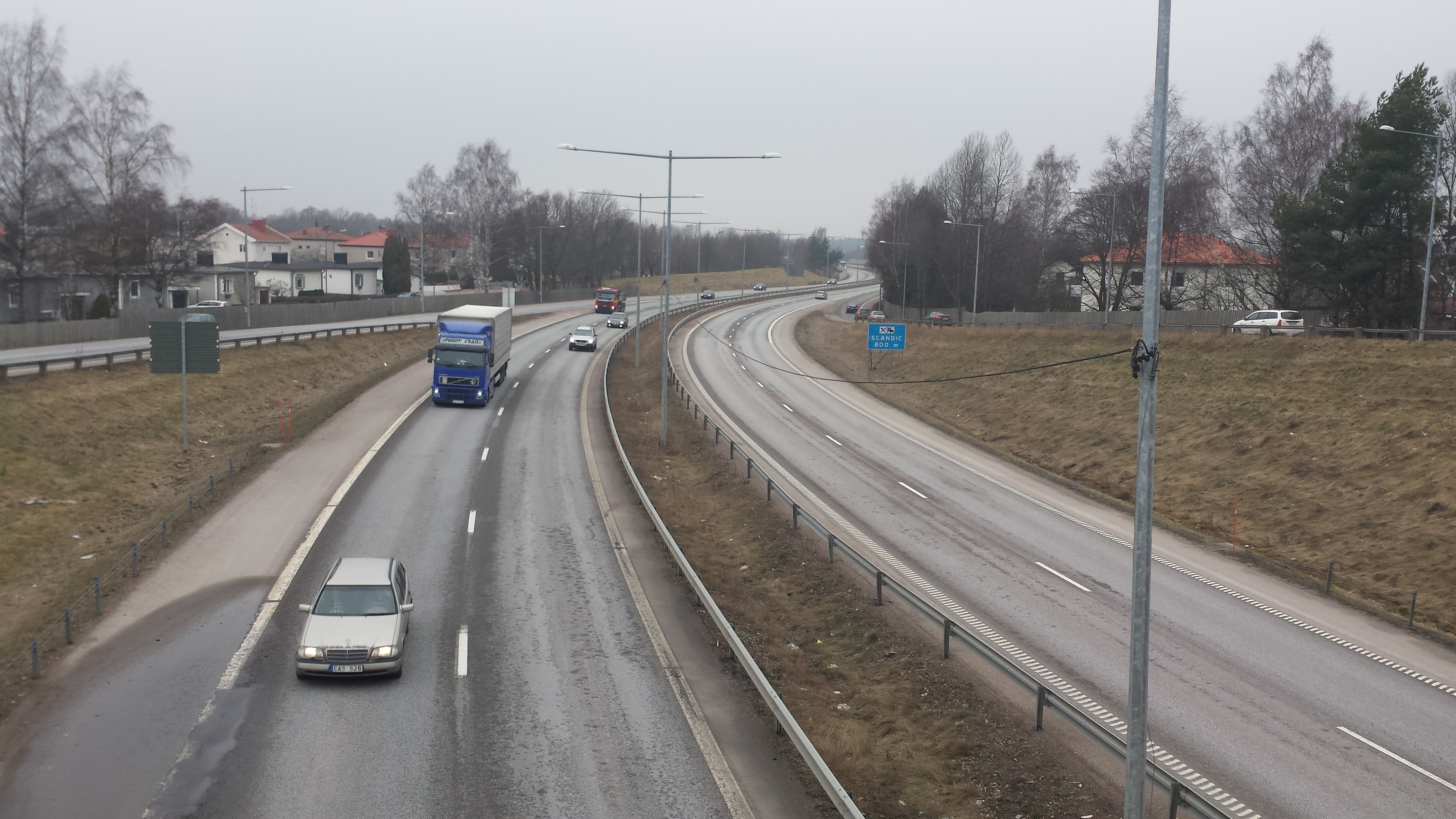
E18 genom Karlstad.

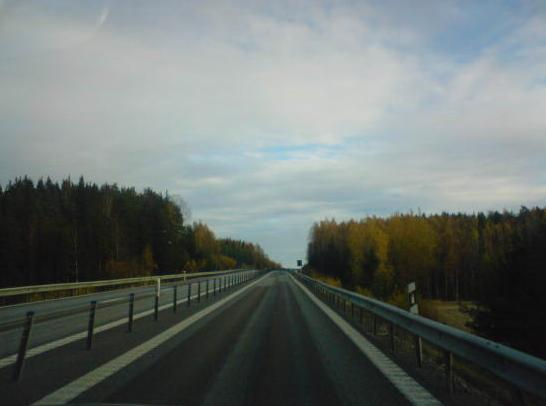
E18 öster om Kristinehamn.

Genom Karlskoga passerar E18 som fyrfältsstadsväg med ett antal signalreglerade korsningar. Genomfarten rustas successivt upp av trafiksäkerhetsskäl, men den långsiktiga planen är att dra om E18 söder om Karlskoga (men norr om Degerfors) via en bro över Möckeln, den s.k. Möckelnleden. Detta projekt finns dock inte med i infrastrukturplanen för åren fram till 2029.
Sträckan Karlskoga–Lekhyttan byggdes ut till 1+1-väg, 2+1-väg och 2+2-väg 2009–2010, detta genom att montera mitträcke på befintlig väg och bredda den på vissa ställen. Mellan Karlstad–Örebro har en hel del byggts 2000–2009 men fortfarande finns mycket kvar att bygga, vilket dock inte sker före 2030. Här ska det på lång sikt bli fyrfilig väg.

### Örebro–Enköping

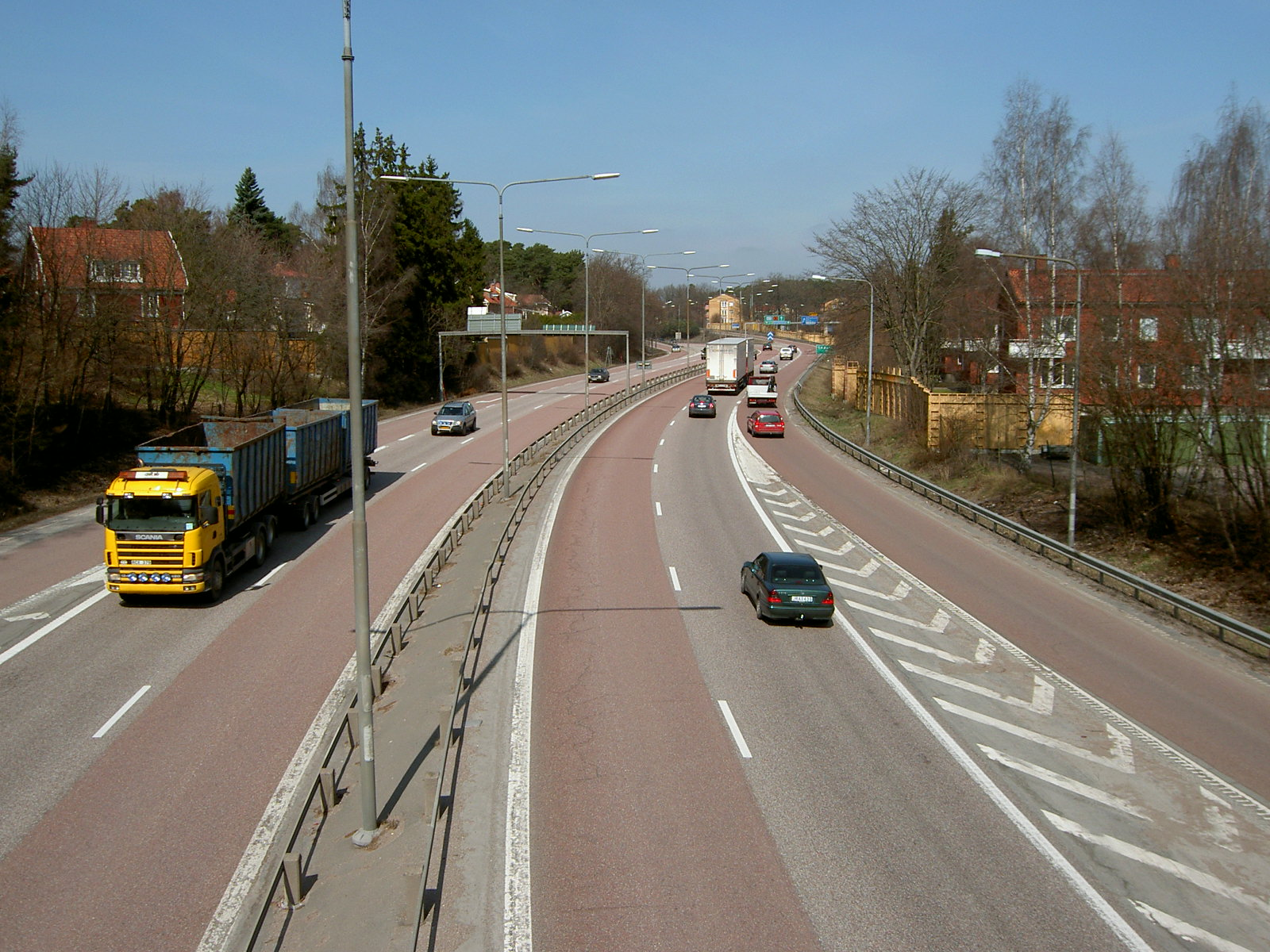
E18 västerut genom Västerås mellan Kristiansborg (till vänster) och Gideonsberg (till höger).

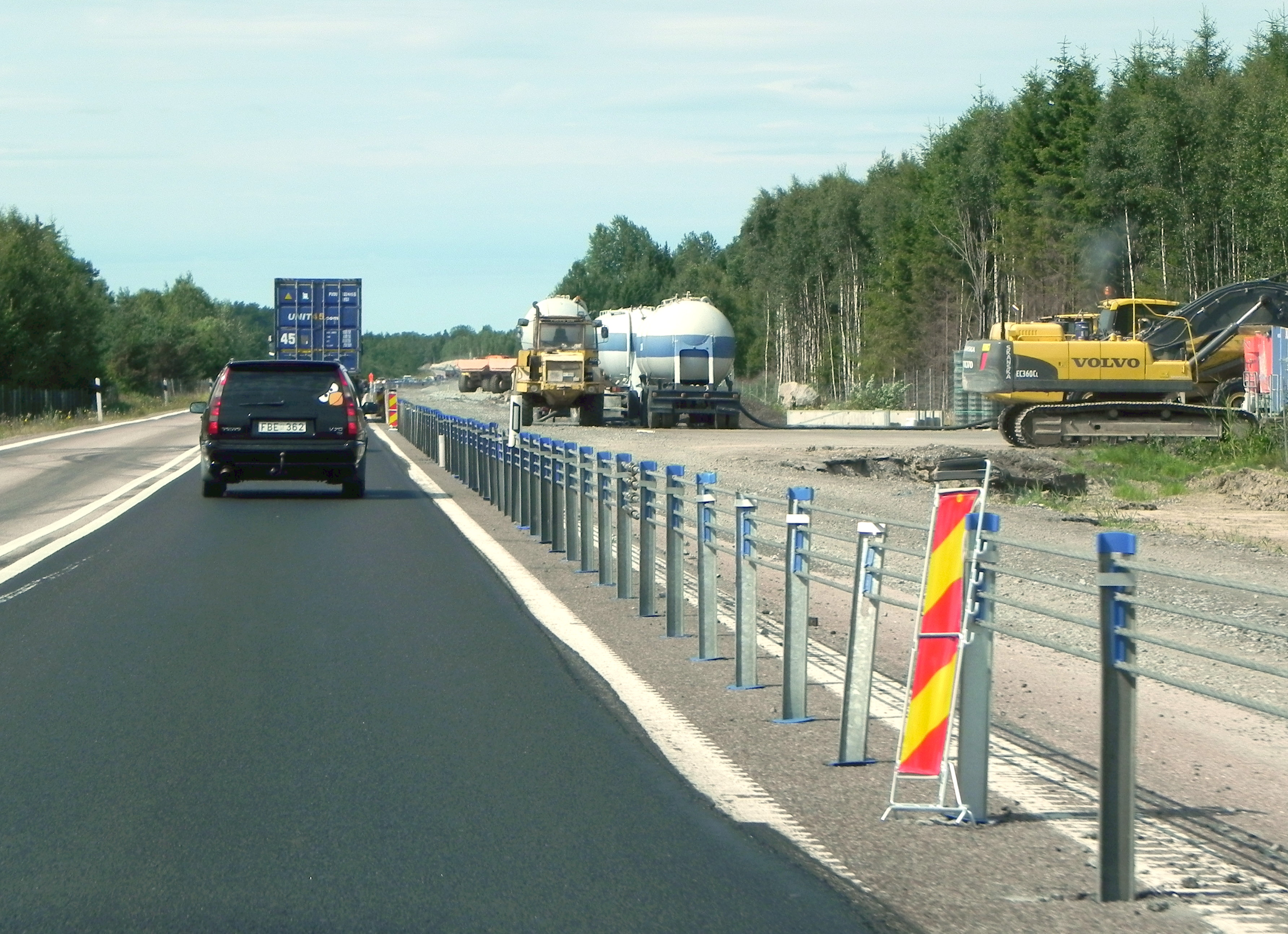
Breddning av E18 öster om Västerås, 2013.

De senaste åren har flera avsnitt på sträckan byggts om till motorväg. Delen Västjädra–Västerås blev klar hösten 2008 och Sagån–Enköping invigdes den 25 oktober 2010. Sträckan Västerås Östra–Sagån öppnades som motorväg 22 september 2014. I samtliga dessa fall har kommuner förskotterat en stor del av kostnaden.
Sommaren 2025 blev sträckan mellan Köping och Västjädra färdigbyggd till motorväg.  

### Enköping–Kapellskär

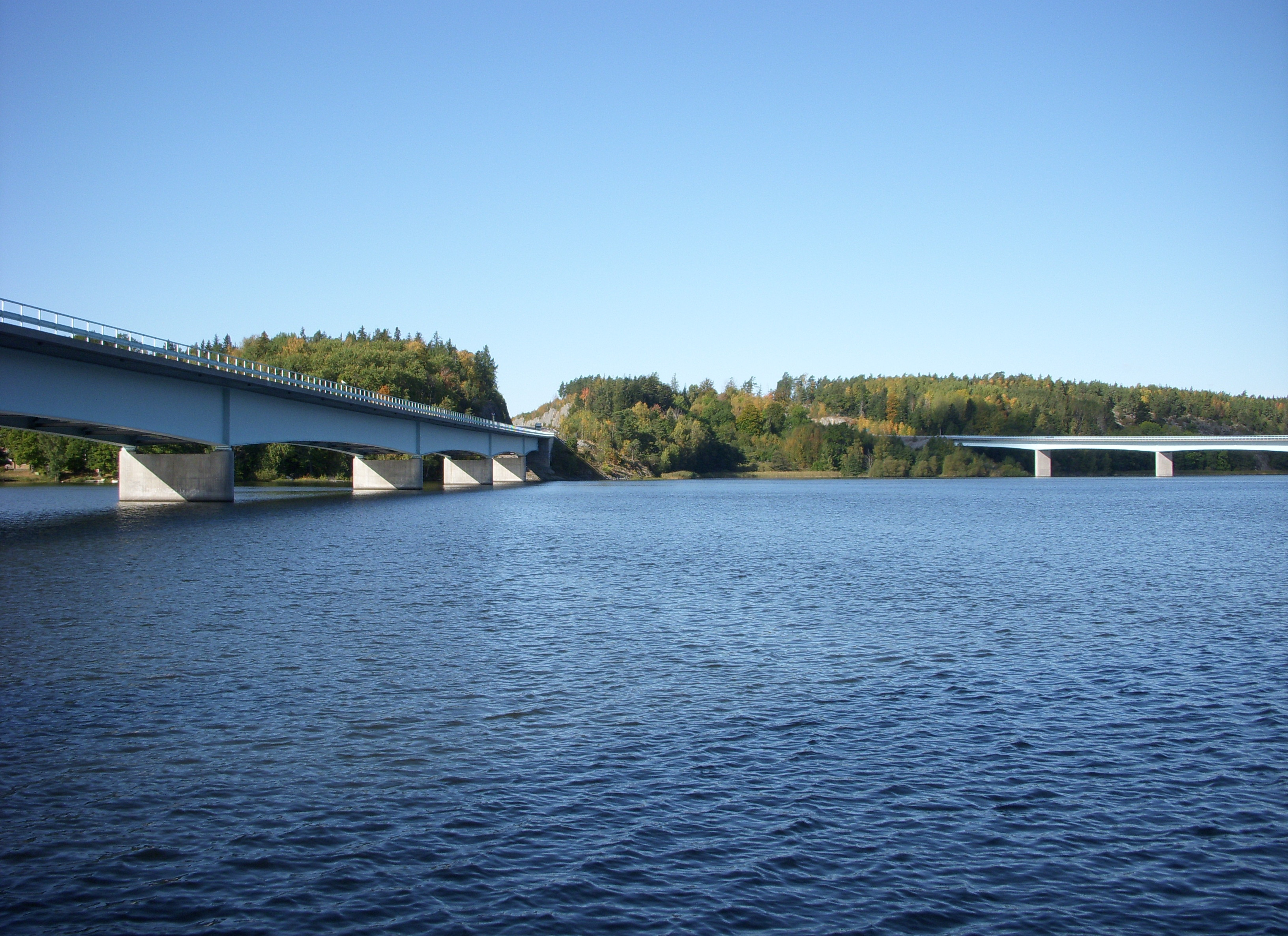
E18 vid Ekolsund.

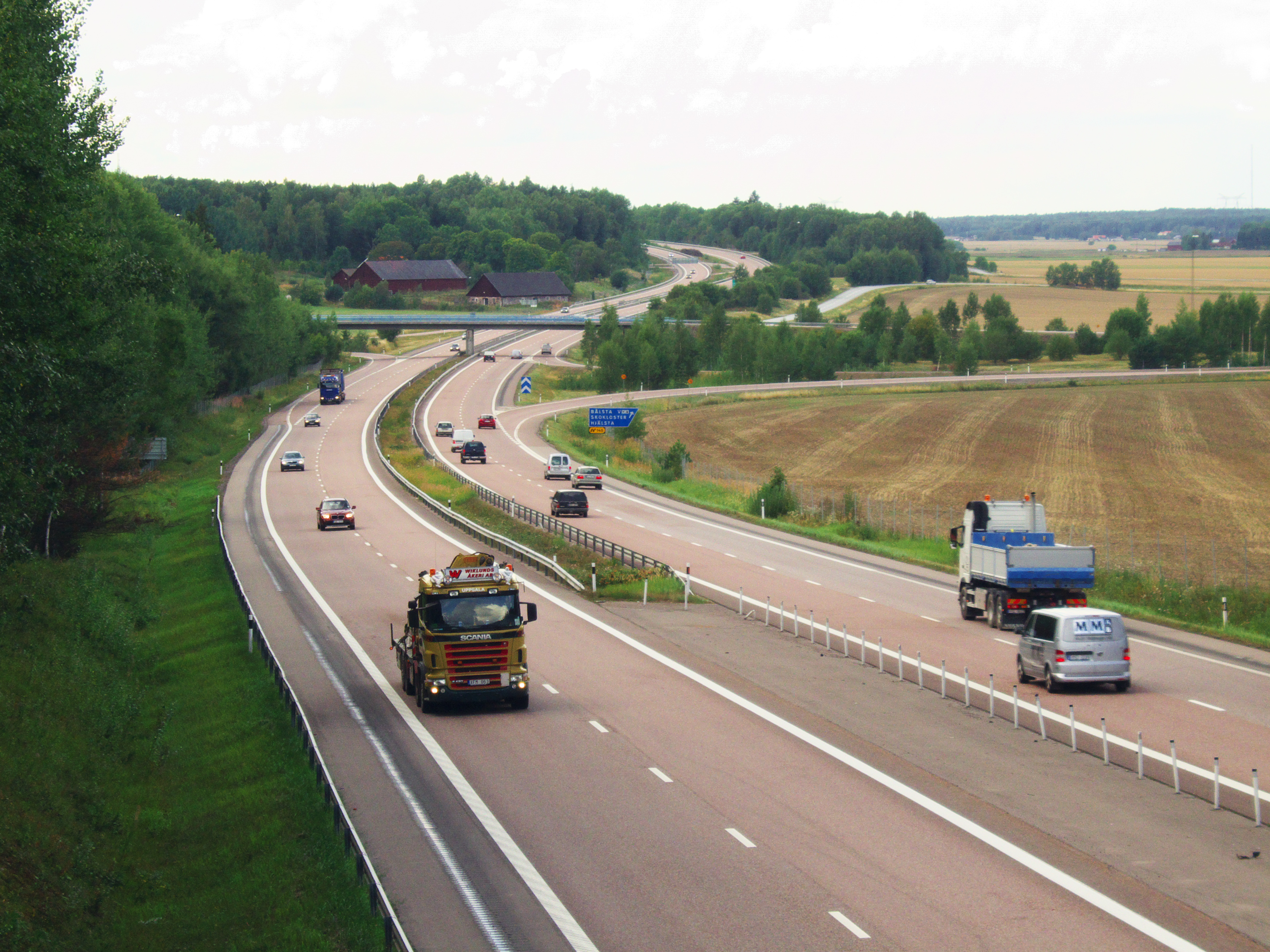
E18 vid Trafikplats Åsen utanför Bålsta, sedd i riktning mot Enköping.

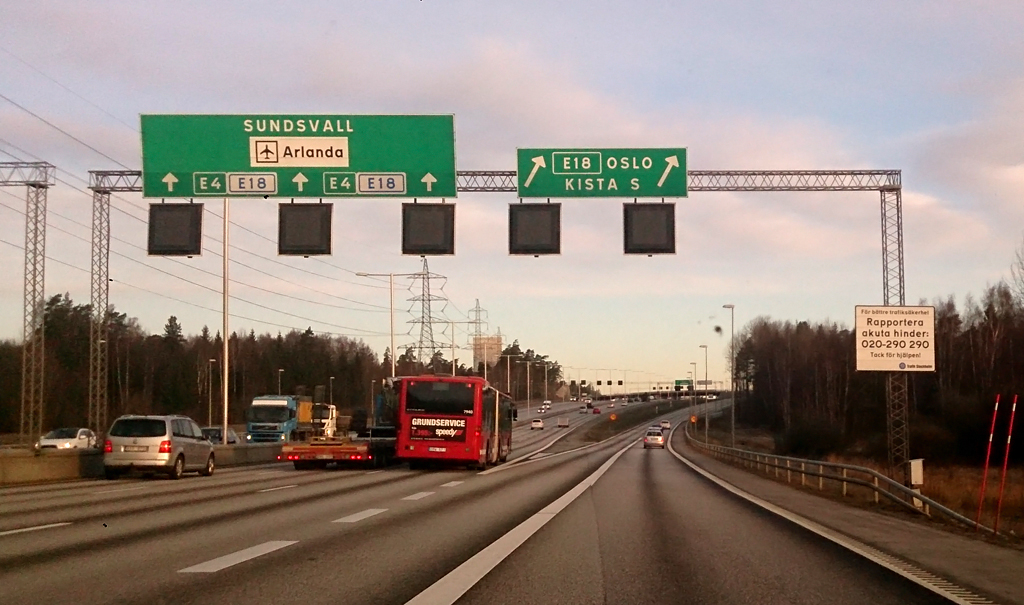
Nya E18 Kymlingelänken svänger av E4:an norrut vid trafikplats Kista.

E18 från Hjulsta till Kista vid E4 i nordvästra Stockholm byggdes ut till stadsmotorväg med öppning den 23 september 2013. Den drogs i delvis samma sträckning som länsväg 279 (Kymlingelänken) mellan Rinkeby och Kista. Sedan 2014 är det numera motorväg hela sträckan Västerås–E4. Sträckan Kista–Järva Krog är gemensam med E4 Uppsalavägen.
Vissa förbättringar av trafikplatser ska göras eller till och med nya trafikplatser byggas på en del håll i Stockholms län där det är trängsel på på- och avfarter, eller det planeras nya köpcentra eller liknande.
Sträckan Rosenkälla–Söderhall (cirka 18 km) är 2+1 motortrafikled och kommer troligen att förbli det i ganska många år, eftersom detta godtas om trafikmängden är acceptabel. Andra sträckor kommer före. Sträckan Norrtälje–Kapellskär är ombyggd till mötesfri 2+1-väg.
| Sträcka                                       | Längd    | Målstandard | Status                  |
| --------------------------------------------- | -------- | ----------- | ----------------------- |
| Töcksfors–Valnäs (befintlig sträckning)       | ca 82 km | / 2+1       | Byggstart tidigast 2033 |
| Förbi Grums/Slottsbron (befintlig sträckning) | 7 km     | 1+1         | Byggstart tidigast 2033 |
| Rosenkälla–Söderhall (befintlig sträckning)   | 18 km    | 2+2         | Byggstart tidigast 2033 |

## Vägstandard
| Delsträcka                         | Delsträcka                         | Avstånd | Hastighet | Vägstandard                                                                                          |
| ---------------------------------- | ---------------------------------- | ------- | --------- | --- |
| Riksgräns Norge / Sverige          | Töcksfors Trafikplats Älgerud      | 5 km    |           | 2+1- och 2+2-väg. 30–70 km/h närmast riksgränsen.                                                    |
| Töcksfors Trafikplats Älgerud      | Segmon Trafikplats Valnäs          | 85 km   |           | Landsväg. 70 km/h genom Töcksfors och genom vissa korsningar.                                        |
| Segmon Trafikplats Valnäs          | Malöga Liljedalsmotet              | 7 km    |           | Motorväg (2+2) Gemensam med E45.                                                                     |
| Malöga Liljedalsmotet              | Vålberg Björkåsmotet               | 18 km   |           | 2+1-väg. Landsväg, 70 km/h, genom Slottsbron / Grums. Gemensam med E45 till cirkulationsplats Grums. |
| Vålberg Björkåsmotet               | Karlstad Sörmonmotet               | 9 km    |           | Landsväg utformad som en motorväg (2+2)                                                              |
| Karlstad Bergviksmotet             | Karlstad Universitetsmotet         | 10 km   |           | Motorväg (2+2)                                                                                       |
| Karlstad Universitetsmotet         | Skattkärr Skattkärrsmotet          | 4 km    |           | Motorväg (2+2)                                                                                       |
| Skattkärr Skattkärrsmotet          | Väse Väsemotet                     | 12 km   |           | Motortrafikled (2+1)                                                                                 |
| Väse Väsemotet                     | Kristinehamn Mariebergsmotet       | 16 km   |           | 2+1-väg. 70 km/h genom vissa korsningar.                                                             |
| Kristinehamn Mariebergsmotet       | Kristinehamn Övre Kvarnmotet       | 3 km    |           | Motortrafikled (2+1)                                                                                 |
| Kristinehamn Övre Kvarnmotet       | Karlskoga Trafikplats Odlingen     | 19 km   |           | 2+1-väg.                                                                                             |
| Karlskoga Trafikplats Odlingen     | Karlskoga Trafikplats Immetorp     | 7 km    |           | 2+2-väg.                                                                                             |
| Karlskoga Trafikplats Immetorp     | Lekhyttan Trafikplats Lekhyttan    | 16 km   |           | 2+1-väg.                                                                                             |
| Lekhyttan Trafikplats Lekhyttan    | Örebro Trafikplats Adolfsberg      | 19 km   |           | Motorväg (2+2)                                                                                       |
| Örebro Trafikplats Adolfsberg      | Örebro Trafikplats Norrplan        | 9 km    |           | Motorväg (2+2) Gemensam med E20.                                                                     |
| Örebro Trafikplats Norrplan        | Västerås Västerledsmotet           | 85 km   |           | Motorväg (2+2) Gemensam med E20 till trafikplats Gräsnäs.                                            |
| Västerås Västerledsmotet           | Västerås Hällamotet                | 12 km   |           | Motorväg (2+2) 80 km/h mellan Vallbymotet och Folkparksmotet.                                        |
| Västerås Hällamotet                | Östanbro Trafikplats Östanbro      | 12 km   |           | Motorväg (2+2)                                                                                       |
| Östanbro Trafikplats Östanbro      | Enköping Trafikplats Enögla        | 12 km   |           | Motorväg (2+2)                                                                                       |
| Enköping Trafikplats Enögla        | Stäket Trafikplats Stäket          | 50 km   |           | Motorväg (2+2)                                                                                       |
| Stäket Trafikplats Stäket          | Barkarby Trafikplats Barkarby      | 7 km    |           | Motorväg (2+2)                                                                                       |
| Barkarby Trafikplats Barkarby      | Kista Trafikplats Kista            | 8 km    |           | Motorväg (2+2)                                                                                       |
| Kista Trafikplats Kista            | Solna Trafikplats Järva Krog       | 3 km    |           | Motorväg (4+4) Gemensam med E4.                                                                      |
| Solna Trafikplats Järva Krog       | Bergshamra Trafikplats Bergshamra  | 2 km    |           | 2+2-väg.                                                                                             |
| Bergshamra Trafikplats Bergshamra  | Danderyd Trafikplats Danderyds k:a | 3 km    |           | Motorväg (3+3)                                                                                       |
| Danderyd Trafikplats Danderyds k:a | Täby Trafikplats Arninge           | 8 km    |           | Motorväg (2+2)                                                                                       |
| Täby Trafikplats Arninge           | Åkersberga Trafikplats Rosenkälla  | 5 km    |           | Motorväg (2+2)                                                                                       |
| Åkersberga Trafikplats Rosenkälla  | Kårsta Trafikplats Söderhall       | 19 km   |           | Motortrafikled (2+1)                                                                                 |
| Kårsta Trafikplats Söderhall       | Norrtälje Trafikplats Norrtälje    | 25 km   |           | Motorväg (2+2)                                                                                       |
| Norrtälje Trafikplats Norrtälje    | Vreta Vreta Handel                 | 8 km    |           | Motortrafikled (2+1)                                                                                 |
| Vreta Vreta Handel                 | Kapellskär Hamnen                  | 15 km   |           | Mötesfri 2+1 väg med vajerräcke. 40–60 km/h genom Kapellskär.                                        |

## Byggår till mötesfri väg, Töcksfors–Kapellskär
| Ordning | Vägnummer            | Start              | Slut              | Vägtyp             | Byggår    | Status         |
| ------- | -------------------- | ------------------ | ----------------- | ------------------ | --------- | -------------- |
| 1       | E18                  | Norska gränsen     | Töcksfors         | Mötesseparerad väg | 2008      |                |
| 2       | E18                  | Töcksfors          | Bäckevarv         | Mötesseparerad väg | 2033      | Byggstart 2028 |
| 3       | E18                  | Bäckevarv          | Valnäsmotet       | Väg                |           | Ej finansierad |
| 4       | E18                  | Förbi Valnäsmotet  |                   | Motortrafikled     | 1995      |                |
| 5       | E18/E45              | Valnäsmotet        | Liljedalsmotet    | Motorväg           | 1995      |                |
| 6       | E18/E45              | Liljedalsmotet     | Gruvön            | Mötesseparerad väg | 2008      |                |
| 7       | E18/E45              | Gruvön             | Slottsbron        | Väg                |           | Ej finansierad |
| 8       | E18/E45 (delvis E45) | Slottsbron         | Björkåsmotet      | Mötesseparerad väg | 2004      |                |
| 9       | E18                  | Björkåsmotet       | Skutbergsmotet    | Mötesseparerad väg | 2017      |                |
| 10      | E18                  | Skutbergsmotet     | Bergsviksmotet    | Motortrafikled     | 2018      |                |
| 11      | E18                  | Genom Karlstad     |                   | Motorväg           | 1967      |                |
| 12      | E18                  | Alstermotet        | Skattkärrsmotet   | Motorväg           | 2008      |                |
| 13      | E18                  | Skattskärrsmotet   | Väsemotet         | Motortrafikled     | 2001      |                |
| 14      | E18                  | Väsemotet          | Stolpen           | Mötesseparerad väg | 2007      |                |
| 15      | E18                  | Stolpen            | Mariebergsmotet   | Mötesseparerad väg | 2002      |                |
| 16      | E18                  | Förbi Kristinehamn |                   | Motortrafikled     | 2002      |                |
| 17      | E18                  | Övre Kvarnmotet    | Bodalen           | Mötesseparerad väg | 2002      |                |
| 18      | E18                  | Bodalen            | Kojängen          | Mötesseparerad väg | 2002      |                |
| 19      | E18                  | Kojängen           | Karlskoga         | Mötesseparerad väg | 2004      |                |
| 20      | E18                  | Genom Karlskoga    |                   | Fyrvältsväg        |           | Ej finansierad |
| 21      | E18                  | Karlskoga          | Lekhyttan         | Mötesseparerad väg | 2010      |                |
| 22      | E18                  | Lekhyttan          | Adolfsberg        | Motorväg           | 2008      |                |
| 23      | E18                  | Förbi Adolfsberg   |                   | Motortrafikled     | 2008      |                |
| 24      | E18/E20              | Förbi Örebro       |                   | Motorväg           | 1973      |                |
| 25      | E18/E20              | Örebro             | Gräsnäs           | Motorväg           | 2000      |                |
| 26      | E18                  | Gräsnäs            | Köping            | Motorväg           | 1995      |                |
| 27      | E18                  | Köping             | Västjädra         | Motorväg           | 2025      |                |
| 28      | E18                  | Västjädra          | Västerås          | Motorväg           | 2008      |                |
| 29      | E18                  | Förbi Västerås     |                   | Motorväg           | 1976      |                |
| 30      | E18                  | Västerås           | Sagån             | Motorväg           | 2014      |                |
| 31      | E18                  | Sagån              | Enköping          | Motorväg           | 2010      |                |
| 32      | E18                  | Förbi Enköping     |                   | Motorväg           | 1980      |                |
| 33      | E18                  | Enköping           | Bålsta            | Motorväg           | 1989/1992 |                |
| 34      | E18                  | Förbi Bålsta       |                   | Motorväg           | 1989      |                |
| 35      | E18                  | Bålsta             | Bro               | Motorväg           | 1976      |                |
| 36      | E18                  | Bro                | Kungsängen        | Motorväg           | 1971      |                |
| 37      | E18                  | Kungsängen         | Hjulsta           | Motorväg           | 1967      |                |
| 38      | E18                  | Hjulsta            | Kista             | Motorväg           | 2013      |                |
| 39      | E18/E4               | Kista              | Solna             | Motorväg           | 1960      |                |
| 40      | E18                  | Solna              | Bergshamra        | Mötesseparerad väg | Saknas    |                |
| 41      | E18                  | Bergshamra         | Danderyds sjukhus | Motorväg           | Saknas    |                |
| 42      | E18                  | Danderyds sjukhus  | Mörby             | Motorväg           | 1976      |                |
| 43      | E18                  | Mörby              | Danderyds kyrka   | Motorväg           | 1971      |                |
| 44      | E18                  | Danderyds kyrka    | Ullna             | Motorväg           | 1957      |                |
| 45      | E18                  | Ullna              | Rosenkälla        | Motorväg           | 1978      |                |
| 46      | E18                  | Rosenkälla         | Söderhall         | Motortrafikled     | 2003      |                |
| 47      | E18                  | Söderhall          | Rösa              | Motorväg           | 1995      |                |
| 48      | E18                  | Rösa               | Norrtälje         | Motorväg           | 1975      |                |
| 49      | E18                  | Norrtälje          | Vreta handel      | Motortrafikled     | 2018      |                |
| 50      | E18                  | Vreta handel       | Kapellskär        | Mötesseparerad väg | 2018      |                |

Uppgifterna om byggår har begärts ut från Trafikverket under hösten 2020 och därefter sammanställts enligt ovan.

## Motorväg
Motorvägen går tillsammans med E20 rakt igenom Örebro och fortsätter till Arboga där vägarna skiljs åt. E18 fortsätter längs norra Mälardalen medan E20 fortsätter längs södra delen. Motorvägen fortsätter genom Västerås och fortsätter så till Järva Krog i norra Stockholm.  Nya E18:s sträckning via Kymlingelänken öppnades för trafik i september 2013 och delar sträcka med E4:an mellan trafikplats Järva Krog och trafikplats Kista. Invigningen av nya sträckan via Kymlingelänken skedde officiellt 2015. Längs Bergshamravägen, från Järva Krog till Danderyd behåller visserligen E18 bredden av en motorväg men har plankorsningar och trafikljus. Det är en ködrabbad sträcka från E4 och som är en av landets mest trafikerade sträckor. Först vid Danderyd börjar motorvägen igen och fortsätter ut ur Stockholm som motorväg mot Norrtälje med undantag för en sträcka motortrafikled. Efter att motorvägen börjat på nytt upphör motorvägen helt vid Norrtälje och slutar som 2+1 väg mot Kapellskär.

### Motorvägssträckor på E18
- Valnäsmotet–Ed (6 km), 110 km/h

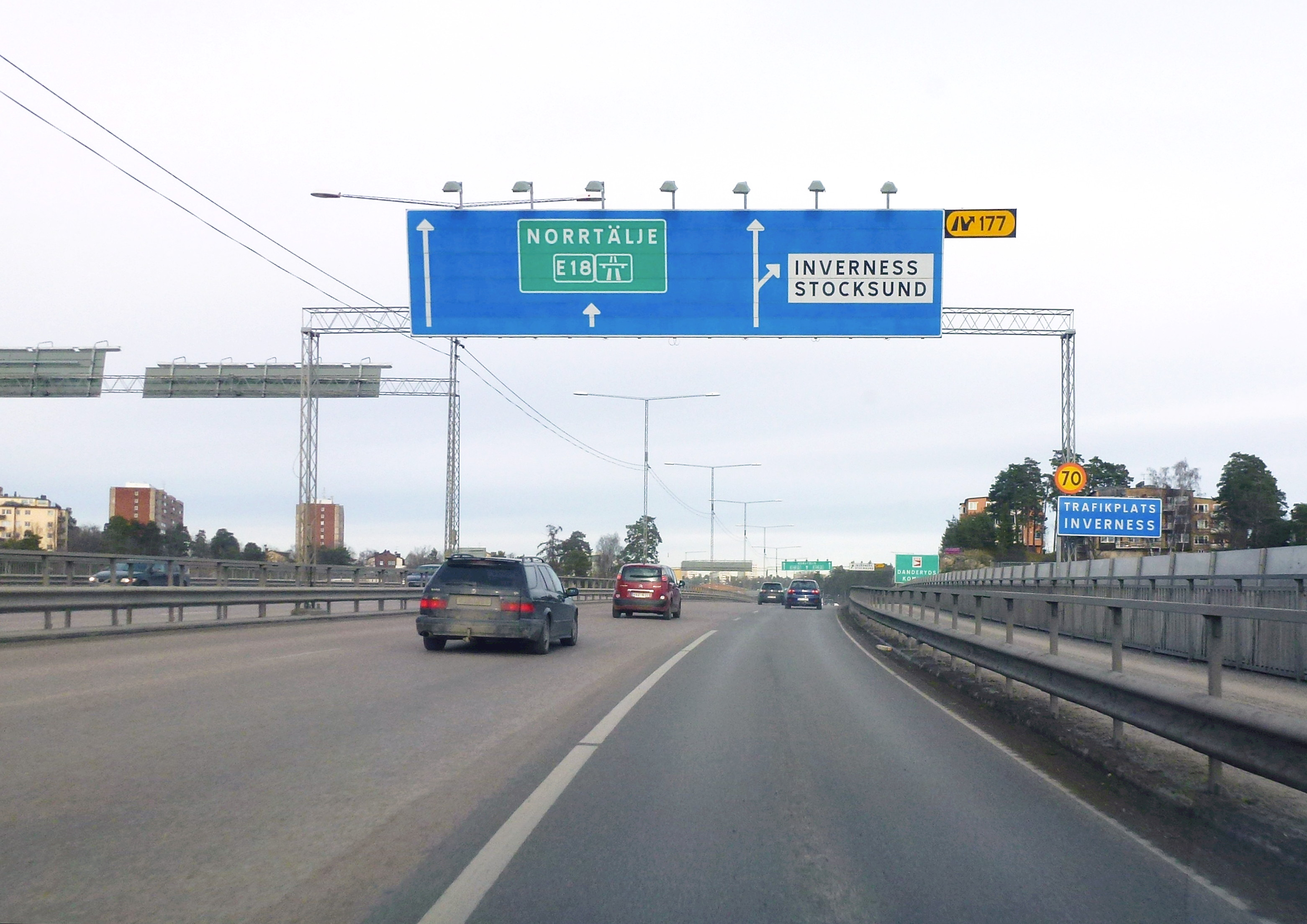
E18, Stocksundsbron, norrut.

- Motorväg genom Karlstad och vidare till Skattkärr (19 km), 90 och 110 km/h
- 1 km vid Skattkärr är fyrfilig mötesfri motortrafikled, 100 km/h
- Skattkärr–Väse (12 km) är mötesfri motortrafikled, 100 km/h
- Lekhyttan–Örebro (Trafikplats Berglunda) (16 km), 110 km/h
- Trafikplats Berglunda–Trafikplats Adolfsberg (2 km), 90 km/h
- Örebro (Trafikplats Adolfsberg)–Köping (64 km), 90, 110 km/h
- Köping–Västjädra, (25 km), 110 km/h
- Västjädra–Kista (113 km), 80, 100, 110 och 120 km/h
- Kista–Järva Krog (3 km) gemensam med E4. 80 km/h
- Danderyd–Rosenkälla (15 km), 100 km/h (elektroniska skyltar med tidvis lägre gräns)
- Rosenkälla–Söderhall (18 km), 100 km/h
- Söderhall–Norrtälje (25 km), 110 km/h
- Vid Norrtälje, 90 km/h

## Trafikplatser och korsningar
| Lista över trafikplatser längs Redigera                                       | Lista över trafikplatser längs Redigera | Lista över trafikplatser längs Redigera | Lista över trafikplatser längs Redigera                                             |
|                                                                               | Nr                                      | Namn                                    | Skyltning                                                                           |
| ----------------------------------------------------------------------------- | --------------------------------------- | --------------------------------------- | ----------------------------------------------------------------------------------- |
|                                                                               |                                         | Riksgräns                               | Norge - Sverige                                                                     |
| Landsväg Norska gränsen-Valnäsmotet                                           |                                         |                                         |                                                                                     |
|                                                                               |                                         | Trafikplats Älgerud (bild)              | Östervallskog, Shoppingcenter                                                       |
|                                                                               |                                         | (nära Töcksfors)                        | Töcksfors                                                                           |
|                                                                               |                                         | (nära Årjäng)                           | Bengtsfors                                                                          |
|                                                                               |                                         | (nära Årjäng)                           | Arvika; Årjäng                                                                      |
|                                                                               |                                         |                                         | Arvika                                                                              |
|                                                                               |                                         |                                         | Säffle                                                                              |
| Motorväg Valnäsmotet-Ed (kort motortrafikled vid Ed)                          |                                         |                                         |                                                                                     |
|                                                                               |                                         | Valnäsmotet                             | Göteborg Säffle                                                                     |
|                                                                               |                                         | Segmomotet                              | Segmon, Borgvik                                                                     |
| Landsväg Ed-Björkås                                                           |                                         |                                         |                                                                                     |
|                                                                               |                                         | Liljedalsmotet                          | Liljedal                                                                            |
|                                                                               |                                         | Nyängenrondellen                        | Mora, Sunne                                                                         |
| Motorväg genom Karlstad-Skattkärr ( motortrafikled 2 km förbi Skutbergsmotet) |                                         |                                         |                                                                                     |
|                                                                               |                                         | Björkåsmotet                            | Vålberg                                                                             |
|                                                                               |                                         | Smedbergsändemotet                      |                                                                                     |
|                                                                               |                                         | Skutbergsmotet                          | Skutberget, Bomstad                                                                 |
|                                                                               |                                         | ?                                       | Bergvik köpcentrum                                                                  |
|                                                                               |                                         | Bergviksmotet                           | Arvika Kongsvinger; Trysil Hagfors                                                  |
|                                                                               |                                         | Hultsbergsmotet                         | Hultsberg, Skoghall, Bergvik                                                        |
|                                                                               |                                         | Våxnäsmotet                             | Våxnäs, Gruvlyckan                                                                  |
|                                                                               |                                         | Klaramotet                              | Karlstad Centrum, Klara, Kvarnberget, Sjukhus                                       |
|                                                                               |                                         | Älvmotet                                | Råtorp, Skåre, Klara                                                                |
|                                                                               |                                         | Bro över Klarälven                      | cirka 300 m (59°23′53″N 13°30′19″Ö / 59.398093°N 13.505201°Ö)                       |
|                                                                               |                                         | Rudsmotet                               | Sundsta, Norrstrand, Rud, Färjestad, Löfbergs Arena                                 |
|                                                                               |                                         | Bergmotet                               | Filipstad Ludvika, Skoghall, Hammarö, Hamnen                                        |
|                                                                               |                                         | Kroppkärrsmotet                         | Kroppkärr                                                                           |
|                                                                               |                                         | Universitetsmotet                       | Kronoparken, Universitet                                                            |
|                                                                               |                                         | Bro över Alstersälven                   | cirka 100 m                                                                         |
|                                                                               |                                         | Alstersmotet                            | Alster                                                                              |
|                                                                               |                                         | Skattkärrsmotet                         | Skattkärr                                                                           |
| Motortrafikled Skattkärr-Väse                                                 |                                         |                                         |                                                                                     |
|                                                                               |                                         | Spångamotet                             | Skattkärr                                                                           |
|                                                                               |                                         | Väsemotet                               | Väse, Molkom Hagfors                                                                |
| Landsväg Väse-Kristinehamn                                                    |                                         |                                         |                                                                                     |
| Motortrafikled genom Kristinehamn                                             |                                         |                                         |                                                                                     |
|                                                                               |                                         | Mariebergsmotet                         | Kristinehamn V                                                                      |
|                                                                               |                                         | Solbackensmotet                         | Mora                                                                                |
|                                                                               |                                         | Övre Kvarnmotet                         | Mariestad                                                                           |
| Landsväg Kristinehamn-Lekhyttan                                               |                                         |                                         |                                                                                     |
|                                                                               |                                         | Rastplats Ristjärn                      | (endast västerut)                                                                   |
|                                                                               |                                         |                                         | Linnebäck                                                                           |
|                                                                               |                                         |                                         | Gottebol                                                                            |
|                                                                               |                                         | Trafikplats Odlingen                    | Karlskoga V                                                                         |
|                                                                               |                                         |                                         | Hällefors, Degerfors, Filipstad                                                     |
|                                                                               |                                         |                                         | Karlskoga C                                                                         |
|                                                                               |                                         |                                         | Bohult, Bregården, Grönfeltsudden,Campus Alfred Nobel                               |
|                                                                               |                                         |                                         | Karlskoga Ö, Bofors                                                                 |
|                                                                               |                                         |                                         | Nora                                                                                |
|                                                                               |                                         | Trafikplats Immetorp                    | Karlskoga Ö, Valåsen                                                                |
|                                                                               |                                         | Rastplats Sandbäcken                    | (endast österut)                                                                    |
|                                                                               |                                         | (bild)                                  | Villingsberg                                                                        |
|                                                                               |                                         |                                         | Lekändan                                                                            |
| Motorväg/Motortrafikled Lekhyttan-Järva krog (220 km)                         |                                         |                                         |                                                                                     |
|                                                                               | 106                                     | Trafikplats Lekhyttan                   | Lekhyttan, Lannafors, Garphyttan                                                    |
|                                                                               | 107                                     | Trafikplats Fjugesta                    | Gullspång; Vintrosa, Fjugesta                                                       |
|                                                                               | 108                                     | Trafikplats Falltorp                    | Örebro flygplats                                                                    |
|                                                                               | 109                                     | Trafikplats Berglunda                   | Berglunda                                                                           |
| Motorvägskorsning                                                             | 110                                     | Trafikplats Adolfsberg                  | Göteborg; Jönköping; Norrköping, Nyköping (E18 svänger)                             |
| Motorvägskorsning                                                             | 111                                     | Trafikplats Aspholmen/Bista             | Centrum, Söder, Mässan, sjukhus                                                     |
|                                                                               | 112                                     | Trafikplats Karlslundsgatan             | Garphyttan, Ånnaboda, Väster                                                        |
|                                                                               | 113                                     | Trafikplats Ekersvägen                  | Närkes Kil, Tysslingen                                                              |
|                                                                               | 114                                     | Trafikplats Hedgatan                    | Vivalla, Eurostop                                                                   |
|                                                                               | 115                                     | Trafikplats Norrplan                    | Falun; Gävle; Norr                                                                  |
|                                                                               | 116                                     | Trafikplats Munkatorp                   | Grenadjärstaden, Myrö                                                               |
|                                                                               | 117                                     | Trafikplats Skölv                       | Glanshammar                                                                         |
|                                                                               | 118                                     | Trafikplats Slyte                       | Götlunda, Arboga V                                                                  |
|                                                                               | -                                       | Rastplats Högsjön                       | (endast österut)                                                                    |
|                                                                               | 119                                     | Trafikplats Jäder                       | Arboga V; Lindesberg                                                                |
|                                                                               | 120                                     | Trafikplats Sätra                       | Arboga N                                                                            |
| Motorvägskorsning                                                             | 121                                     | Trafikplats Gräsnäs                     | Kungsör Eskilstuna Stockholm                                                        |
|                                                                               | 122                                     | Trafikplats Hedströmmen                 | Köping S                                                                            |
|                                                                               | -                                       | Rastplats Skoftesta                     |                                                                                     |
|                                                                               | 123                                     | Trafikplats Strö                        | Köping C; Fagersta Kungsör                                                          |
|                                                                               | 124                                     | Trafikplats Morgendal                   | Munktorp                                                                            |
|                                                                               | 125                                     | Trafikplats Sörstafors                  | Hallstahammar; Surahammar Eskilstuna                                                |
|                                                                               | 126                                     | Trafikplats Eriksberg                   | Hallstahammar, Kolbäck                                                              |
|                                                                               | 127                                     | Trafikplats Västjädra                   | Eskilstuna Norrköping                                                               |
|                                                                               | 128                                     | Västerledsmotet                         | Hacksta                                                                             |
|                                                                               | 129                                     | Skälbymotet                             | Skälby, Bäckby, Erikslund                                                           |
|                                                                               | 130                                     | Bäckbymotet                             | Bäckby, Erikslund, Hamnen; Fagersta, Ludvika                                        |
|                                                                               | 131                                     | Vallbymotet                             | Vallby, Friluftsmuseum                                                              |
|                                                                               | 132                                     | Rocklundamotet                          | Rocklunda, Vasagatan (Centrum), Arosvallen                                          |
|                                                                               | 133                                     | Skallbergsmotet (bild)                  | Kristiansborg, Centrum; Sala Gävle                                                  |
|                                                                               | 134                                     | Emausmotet (bild)                       | Gideonsberg, Kopparbergsvägen (Centrum), Kopparlunden                               |
|                                                                               | 135                                     | Korsängsmotet                           | Malmaberg, Kungsängen, Björnövägen                                                  |
|                                                                               | 136                                     | Folkparksmotet                          | Stockholmsvägen, Centrallasarettet                                                  |
|                                                                               | 137                                     | Talltorpsmotet                          | Österleden, Östra stadsdelarna                                                      |
|                                                                               | 138                                     | Kranbyggargatan                         | Hälla, Kranbyggargatan (endast påfart västgående, ingen avfart)                     |
|                                                                               | 139                                     | Hällamotet                              | Flygplats, Hälla, Irsta                                                             |
|                                                                               | 139.2                                   | Närlundamotet                           | Gäddeholm, Irsta                                                                    |
|                                                                               | 140                                     | Hummelstamotet                          | Hummelsta, Ängsö, Orresta                                                           |
|                                                                               | -                                       | Rastplats Frösvi                        |                                                                                     |
|                                                                               |                                         | N Brobytunneln                          | 260 m längd                                                                         |
|                                                                               |                                         | Ullbrotunneln                           | 235 m längd                                                                         |
|                                                                               | 141                                     | Trafikplats Enögla                      | Strängnäs, Norrköping; Enköping V                                                   |
|                                                                               | 142                                     | Trafikplats Romberga                    | Sala Mora; Enköping C                                                               |
|                                                                               | 143                                     | Trafikplats Annelund                    | Uppsala; Enköping Ö                                                                 |
|                                                                               | 144                                     | Trafikplats Grillby                     | Grillby, Uppsala                                                                    |
|                                                                               |                                         | Bro över Ekolsundsviken                 | cirka 500 m (59°37′25″N 17°23′05″Ö / 59.623672°N 17.384834°Ö)                       |
|                                                                               | -                                       | Rastplats Ekolsund                      |                                                                                     |
|                                                                               | 146                                     | Trafikplats Åsen                        | Bålsta V, Hjälsta, Skokloster                                                       |
|                                                                               | 147                                     | Trafikplats Draget                      | Bålsta C                                                                            |
|                                                                               | 148                                     | Trafikplats Bro                         | Sigtuna, Skokloster; Bro                                                            |
|                                                                               | 149                                     | Trafikplats Kockbacka                   | Bro                                                                                 |
|                                                                               | 150                                     | Trafikplats Brunna                      | Kungsängen, Tibble, Brunna, Livgardet                                               |
|                                                                               | 151                                     | Trafikplats Kungsängen                  | Kungsängen (endast till och från Stockholm)                                         |
|                                                                               | 152                                     | Trafikplats Stäket                      | Rotebro Arlanda; Stäket, Kallhäll                                                   |
|                                                                               | 153                                     | Trafikplats Kallhäll                    | Kallhäll                                                                            |
|                                                                               | 154                                     | Trafikplats Jakobsberg                  | Jakobsberg, Viksjö N, Barkarby Handelsplats N                                       |
|                                                                               | 155                                     | Trafikplats Barkarby                    | Viksjö S, Barkarby Handelsplats S                                                   |
|                                                                               | 156                                     | Trafikplats Hjulsta                     | Sollentuna, Kista, Vällingby                                                        |
|                                                                               |                                         | Tenstatunneln                           | 300 m längd                                                                         |
|                                                                               |                                         | Bro över Järvafältet                    | cirka 200 m                                                                         |
|                                                                               | 157                                     | Trafikplats Tensta                      | Tensta                                                                              |
|                                                                               |                                         | Rinkebytunneln                          | 300 m längd                                                                         |
| Motorvägskorsning                                                             | 158                                     | Trafikplats Rinkeby                     | Bromma, Rinkeby                                                                     |
|                                                                               |                                         | Bro över Igelbäcken                     | cirka 200 m                                                                         |
|                                                                               | 159                                     | Trafikplats Ärvinge                     | Kista V                                                                             |
| Motorvägskorsning                                                             | 160                                     | Trafikplats Kista                       | Sundsvall, Kista Ö, Silverdal, Sundbyberg (E18 svänger)                             |
|                                                                               | 170                                     | Trafikplats Sörentorp                   | Helenelund (endast söderut och söderifrån)                                          |
|                                                                               | 169                                     | Trafikplats Järva Krog                  | Stockholm, Ulriksdal (E18 svänger)                                                  |
| Fyrfältsväg Järva krog-Danderyd, delvis planskilt, delvis med trafikljus      |                                         |                                         |                                                                                     |
|                                                                               | 175                                     | Trafikplats Kungshamra                  |                                                                                     |
| Motorvägskorsning                                                             | 176                                     | Trafikplats Bergshamra                  | Stockholm (E18 svänger)                                                             |
|                                                                               | 177                                     | Trafikplats Inverness                   | Inverness, Stocksund                                                                |
| Motorväg/Motortrafikled Danderyd-Norrtälje                                    |                                         |                                         |                                                                                     |
|                                                                               | 178                                     | Trafikplats Danderyds sjukhus (bild)    | Djursholm                                                                           |
|                                                                               | 179                                     | Trafikplats Mörby                       | Mörby centrum                                                                       |
|                                                                               | 180                                     | Trafikplats Danderyds kyrka             | Sollentuna                                                                          |
|                                                                               | 181                                     | Trafikplats Lahäll                      | Lahäll (Endast till och från Stockholm)                                             |
|                                                                               | 182                                     | Trafikplats Roslags-Näsby               | Täby C                                                                              |
|                                                                               | 183                                     | Trafikplats Viggbyholm                  | Viggbyholm                                                                          |
|                                                                               | 184                                     | Trafikplats Hägernäs                    | Hägernäs                                                                            |
|                                                                               | 185                                     | Trafikplats Arninge                     | Vallentuna Vaxholm                                                                  |
|                                                                               | 186                                     | Trafikplats Ullna                       | Arninge, Rydbo                                                                      |
|                                                                               | 187                                     | Trafikplats Rosenkälla                  | Täby Sollentuna Åkersberga                                                          |
|                                                                               | 188                                     | Trafikplats Karby/Brottby               | Brottby                                                                             |
|                                                                               | 189                                     | Trafikplats Söderhall                   | Rimbo Roslagsstoppet                                                                |
|                                                                               | 190                                     | Trafikplats Ledinge                     | Ledinge                                                                             |
|                                                                               | 191                                     | Trafikplats Rösa                        | Rimbo Knivsta                                                                       |
|                                                                               | 192                                     | Trafikplats Norrtälje                   | Norrtälje Älvkarleby                                                                |
|                                                                               | 193                                     | Trafikplats Frötuna                     | Åkersberga Bergshamra                                                               |
|                                                                               | 194                                     |                                         | Björnö, Görla (endast till/från Kapellskär)                                         |
| Motortrafikled Norrtälje-Vreta handel                                         |                                         |                                         |                                                                                     |
| Landsväg från Vreta handel till Kapellskär                                    |                                         |                                         |                                                                                     |
|                                                                               |                                         |                                         | Furusund, Vreta, Björknäs                                                           |
|                                                                               |                                         |                                         | Spillersboda                                                                        |
|                                                                               |                                         |                                         | Södersvik                                                                           |
|                                                                               |                                         |                                         | Åkerö                                                                               |
|                                                                               |                                         |                                         | Gillberga, Östernäs                                                                 |
|                                                                               |                                         |                                         | Gräddö, Räfsnäs                                                                     |
|                                                                               |                                         | Färja                                   | från Kapellskär till Nådendal/Åbo (59°43′07″N 19°03′54″Ö / 59.718741°N 19.065077°Ö) |
|                                                                               |                                         | Riksgräns                               | Sverige - Finland                                                                   |

## Historia

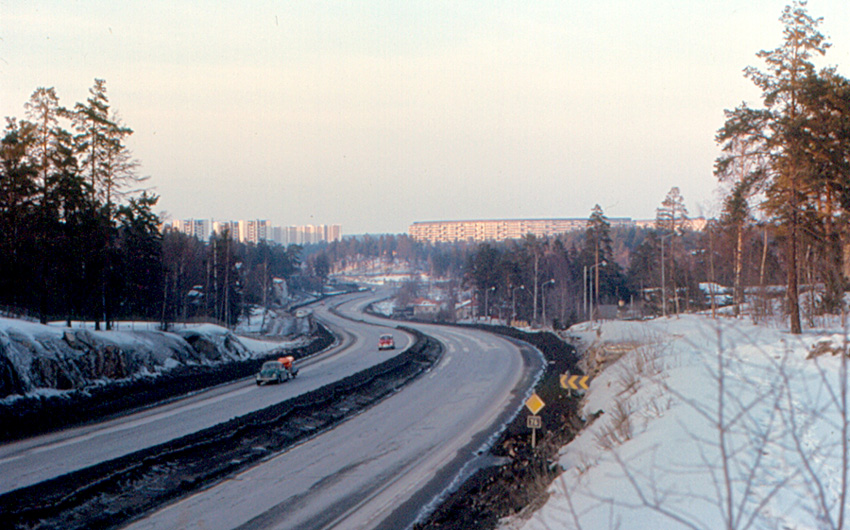
E18 vid Lahäll i Täby, då Riksväg 76, mars 1970.

### Nummerhistoria
E18, vägen mellan norska gränsen och Kapellskär hette före 1962 Riksväg 9 från gränsen till Örebro, Riksväg 6 Örebro–Arboga, Riksväg 11 Arboga–Enköping, Riksväg 12 Enköping–Solna och Länsväg 275 Danderyd–Norrtälje. Solna–Danderyd och Norrtälje–Kapellskär hade inget skyltat nummer. Från 1962 hette den E18 från norska gränsen till Solna samt Riksväg 76 Danderyd–Norrtälje. Från slutet av 1970-talet tillkom sträckan (Stockholm–)Danderyd–Kapellskär till E3, vilken tidigare tillhört Riksväg 76. År 1992 infördes dagens sträckning på E18.

### Bygghistoria
Sträckan Töcksfors–Nysäter går delvis i gammal sträckning men har breddats och rätats efterhand, och vissa planskilda korsningar har byggts kring Årjäng på 1990-talet. Förbi och väster om Töcksfors byggdes ny väg klar 2008 (närmast gränsen några år innan). Vägen Nysäter–Segmon byggdes cirka 1970, och E18 gick via Borgvik innan dess. Motorvägen på 6 km förbi Segmon invigdes 1995, och en förbifart med vanlig landsväg förbi Grums samt Vålberg (Gruvön-Björkås) byggdes 1980-1983. På sträckan Ed–Slottsbron väster om Grums byggdes 3 km mitträcke under hösten 2007, så det blivit 2+1-väg. Mellan Björkås väster om Karlstad och in till Karlstad, cirka 8 km, blev E18 ombyggd till fyrfältsväg. Byggstart hösten 2015 med trafiköppning juni 2017. Motorvägen förbi Karlstad blev färdig 1967.
I september 2008 invigdes sträckan från Kronoparken i östra Karlstad till Skattkärr, i form av 4 km motorväg och 1 km 2+2-motortrafikled. Vägen byggdes med hjälp av förskotterade pengar från Karlstads kommun för att sluta en olycksdrabbad "lucka" mellan en motorvägssnutt och en motortrafikled i Värmland. Motortrafikleden Skattkärr–Väse byggdes under 1970-talet och stod färdig 1977 och motortrafikleden genom norra Kristinehamn byggdes under 1960-talet och stod färdig 1967. Delarna Skattkärr–Väse och Kristinehamn–Karlskoga byggdes om till 2+1 väg i början av 2000-talet. Sträckan Väse–Ölme är en 2+1-väg, blev klar hösten 2007. Den fyrfiliga vägen med plankorsningar genom Karlskoga stod färdig 1969. Motorvägen Lekhyttan–Örebro invigdes den 22 december 2008. Det gamla vägavsnittet av E18 på denna sträcka döptes då till Väg 691. Motorvägen genom Örebro tillsammans med E20 (västerledsmotorvägen) invigdes 1973.
Motorvägen Örebro–Arboga invigdes 2000, och Arboga–Köping 1995. Sträckan Västjädra–Västerås, som blev motorväg 2008, var en av landets allra första motortrafikleder när den byggdes på 1960-talet. Fortsättningen västerut i form av motortrafikleden Köping–Västjädra är även den från 1960-talet. Motorvägen genom Västerås invigdes 1976 och Västerås–Sagån är från tidigt 1980-tal (ombyggd till motorväg 2014). Sträckan mellan Sagån och Enköping öppnade 2010 och förbi Enköping 1980. Motorvägen Enköping–Bålsta är från 1992, en ombyggd motortrafikled från 1989, medan motorvägen Bålsta–Bro är från 1976 och Bro–Kungsängen från 1971. Kungsängen–Hjulsta invigdes i samband med högertrafikomläggningen 1967. Nya E18 över Järvafältet öppnade för trafik den 23 september 2013. Motorvägen Danderyd–Ullna invigdes 1957. Motortrafikleden Rosenkälla–Söderhall är från 1982 och motorvägen Söderhall–Norrtälje från 1995 (Sträckan är motorväg eftersom principen var 1995 att det skulle vara motorväg till Norrtälje. 1982 räckte motortrafikled, som dock är av så hög standard att ombyggnad till motorväg inte planeras ännu). Sträckan Norrtälje–Kapellskär var bred landsväg och stod färdig 1979, sedan slutet på 2018 ombyggd till mötesfri 2+1 väg.
Vägen är som framgår byggd etappvis under lång tid, och med olika standardkrav. I princip är allt som byggts efter 1990 motorväg. Finns inte nog med pengar till det byggs inget, det skjuts upp. Under perioden 1960–1990 byggdes oftast motortrafikleder istället och motorväg bara nära städer, där trafikmängden var högre.